# 할리 맥브라이드
할리 맥브라이드(Harlee McBride, 1948년 11월 20일 ~ )는 미국의 배우, 연극 배우, 텔레비전 배우, 영화배우이다.
로스앤젤레스에서 태어났다.

## 영화
- 차타레 부인 2 (1985년)
- 차타레 부인 (1977년)